# みうら型輸送艦
みうら型輸送艦（みうらがたゆそうかん、英語: Miura-class landing ship tank）は、海上自衛隊が運用していた輸送艦の艦級。第4次防衛力整備計画に基づき、昭和47年度から49年度計画で3隻が建造された。

## 来歴
海上自衛隊の輸送・揚陸艦艇部隊は、1955年、MSA協定に基づいてアメリカ海軍より供与された汎用揚陸艇（LCU）6隻、機動揚陸艇（LCM）29隻によって舟艇隊を設置したことを端緒とする。続いて1961年には、やはりMSA協定に基づき、アメリカ海軍が退役させたLST-542級戦車揚陸艦（LST-1級最後期型）3隻の供与を受け、おおすみ型輸送艦として運用を開始した。
同型3隻は横須賀地方隊の隷下に第1輸送隊を編成したが、1962年5月1日には自衛艦隊の直轄下に隷属替えとなり、海上輸送及び海上作戦輸送に従事した。速力不足を除けばきわめて実用性の高い揚陸艦であったが、いずれも1944年から1945年にかけて建造されたものであり、昭和40年代いっぱいで耐用年数に達することから、代替艦が必要となっていた。このことから、やや先行して地方隊向けに建造されていた1,500トン型（45LST）の設計を拡大し、自衛艦隊隷下で機動的に運用するための2,000トン型輸送艦として建造されたのが本型である。

## 設計
上記の経緯から、本型の設計は1,500トン型（45LST）と同様、LST-542級戦車揚陸艦を手本としたものとなっており、艦首を海岸に擱座して兵員・車両を揚陸することを前提としている。箱型の船体の艦首部に観音開きの門扉（バウ・ドア）とその中に二段折りたたみ式の道板（バウ・ランプ）を設け、その後方に連続した第3甲板に車両甲板（タンク・デッキ）を設置するという設計も共通である。第3甲板の前方2/3は、2層分の高さを確保した車両甲板にあてられており、ここには陸上自衛隊の74式戦車であれば10両が搭載可能であった。載荷重量は1,800トンとされていた。また車両甲板両脇の第2・3甲板は輸送人員用の居住区とされており、揚陸部隊は200名が乗艦可能であった。
本型では上陸用舟艇の運用能力が強化されており、機動揚陸艇（LCM）2隻が艦橋構造物前方の上甲板（第1甲板）上に搭載される。その揚降のため、艦橋構造物直前にガントリークレーンが設置されているが、このためにトップヘビーを招き、復原性の低下につながったことから、急遽ビルジキールが追加装備されている、上甲板の前端と後端には、貨物の揚降に使うためのカーゴハッチが設けられている。また上甲板にもトラック等の軽車両を搭載可能であり、艦首側の第1カーゴハッチには、車両甲板と連絡するトラック・ランプが併設されている。
自衛艦隊直轄の第1輸送隊で運用する必要上、装備面ではあつみ型より大幅に強化されている。レーダーは対空用のOPS-14と対水上用のOPS-18を併載するという護衛艦並みの装備となった。なお海上自衛隊の輸送艦のうち、対空レーダーを備えた最初の艦種である。また砲熕兵器も強化されており、個艦防空用としては、FCS-1B（1番艦）またはMk.63 砲射撃指揮装置（2,3番艦）と組み合わされた68式50口径76ミリ連装速射砲が艦首上甲板に搭載されている。なお、本艦型が3インチ砲を装備するようになったのは、陸上自衛隊側の強い要望よるものとされている。一方、艦尾の甲板室上に装備された40ミリ連装機関砲はMk.51 mod.2 射撃指揮装置の管制を受けている。
2番艦「おじか」は、自衛艦としては初めて衝突予防装置を採用した。

## 同型艦
2代目おおすみ型の就役により退役が進み、2002年6月28日に3番艦「さつま」の除籍により、先行して地方隊に配備されていたあつみ型よりも早く運用を終了することとなった。
| 艦番号   | 艦名   | 建造                | 起工                         | 進水                        | 就役                        | 除籍                        |
| -------- | ------ | ------------------- | ---------------------------- | --------------------------- | --------------------------- | --------------------------- |
| LST-4151 | みうら | 石川島播磨 東京工場 | 1973年 （昭和48年） 11月26日 | 1974年 （昭和49年） 8月13日 | 1975年 （昭和50年） 1月25日 | 2000年 （平成12年） 4月7日  |
| LST-4152 | おじか | 石川島播磨 東京工場 | 1974年 （昭和49年） 6月10日  | 1975年 （昭和50年） 9月2日  | 1976年 （昭和51年） 3月22日 | 2001年 （平成13年） 8月10日 |
| LST-4153 | さつま | 石川島播磨 東京工場 | 1975年 （昭和50年） 5月26日  | 1976年 （昭和51年） 5月12日 | 1977年 （昭和52年） 2月17日 | 2002年 （平成14年） 6月28日 |

## 登場作品

### コミック
『ジパング』
コミックス第14巻に収録の「ジパング外伝 守るべきもの」に「みうら」が登場。

### 書籍
『ああ、堂々の自衛隊（宮嶋茂樹）』
カンボジアPKOへ行く際に筆者が乗艦。
『PKO軍、関ヶ原合戦に突入す（志茂田景樹）』
陸上自衛隊のPKO部隊を乗せてカンボジアへ向かう途中、戦国時代の関ヶ原の戦い前夜にタイムスリップしてしまう。

### ゲーム
『大戦略シリーズ』